# Prairie du Rocher
Prairie du Rocher – wieś w Stanach Zjednoczonych, w stanie Illinois, w hrabstwie Randolph.